# Vârful Arpașul Mare, Munții Făgăraș
Arpașul Mare este un vârf muntos situat în Masivul Făgăraș, care are altitudinea de 2.468 metri. Accesul pe vârf se face dinspre vârful Mircii care se află la mică distanță (dinspre Podragu de la lacul Podul Giurgiului care se află la poalele lui) sau dinspre vârful Arpașul Mic.

## Galerie foto

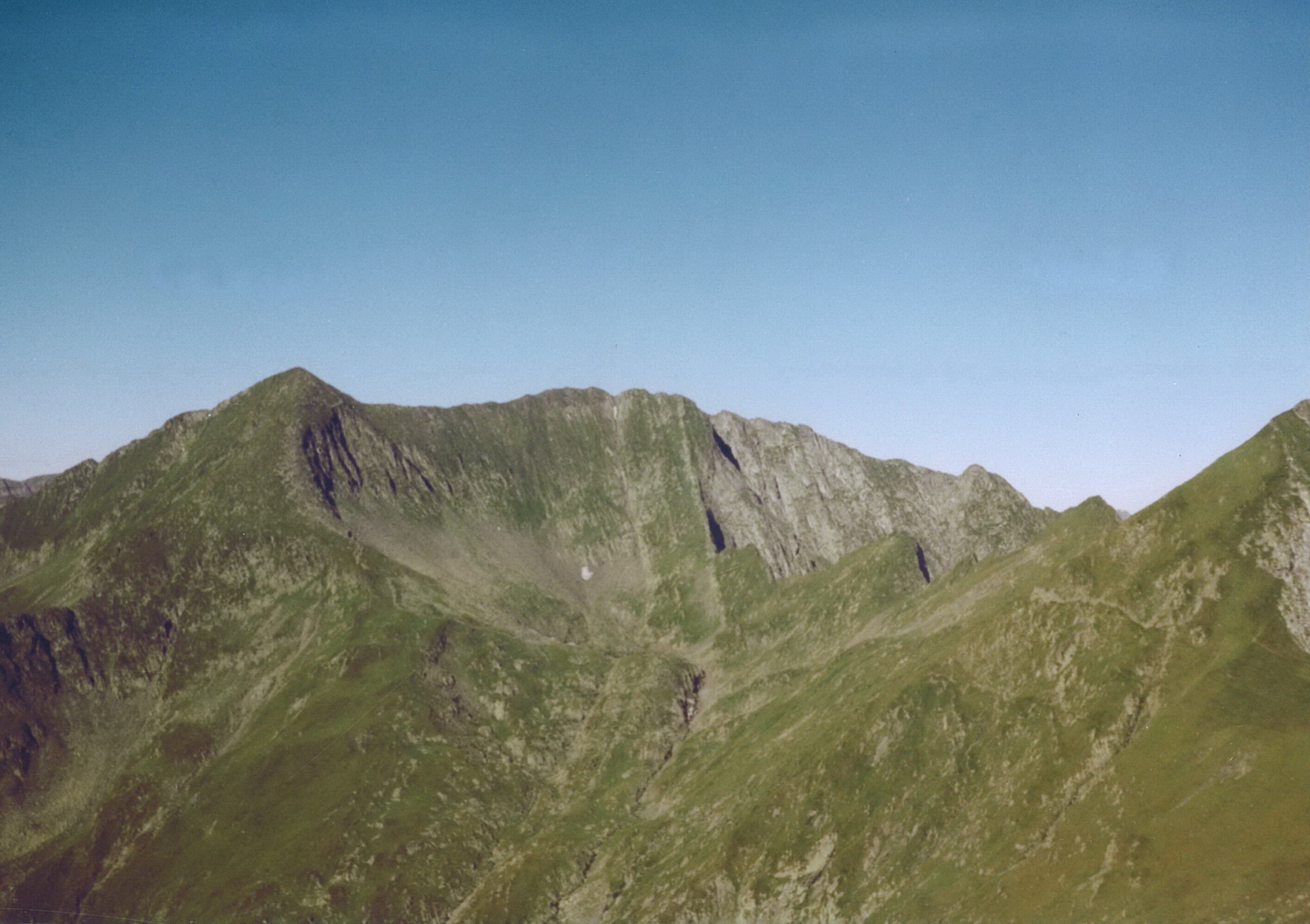
Vârful Arpaşul Mare.
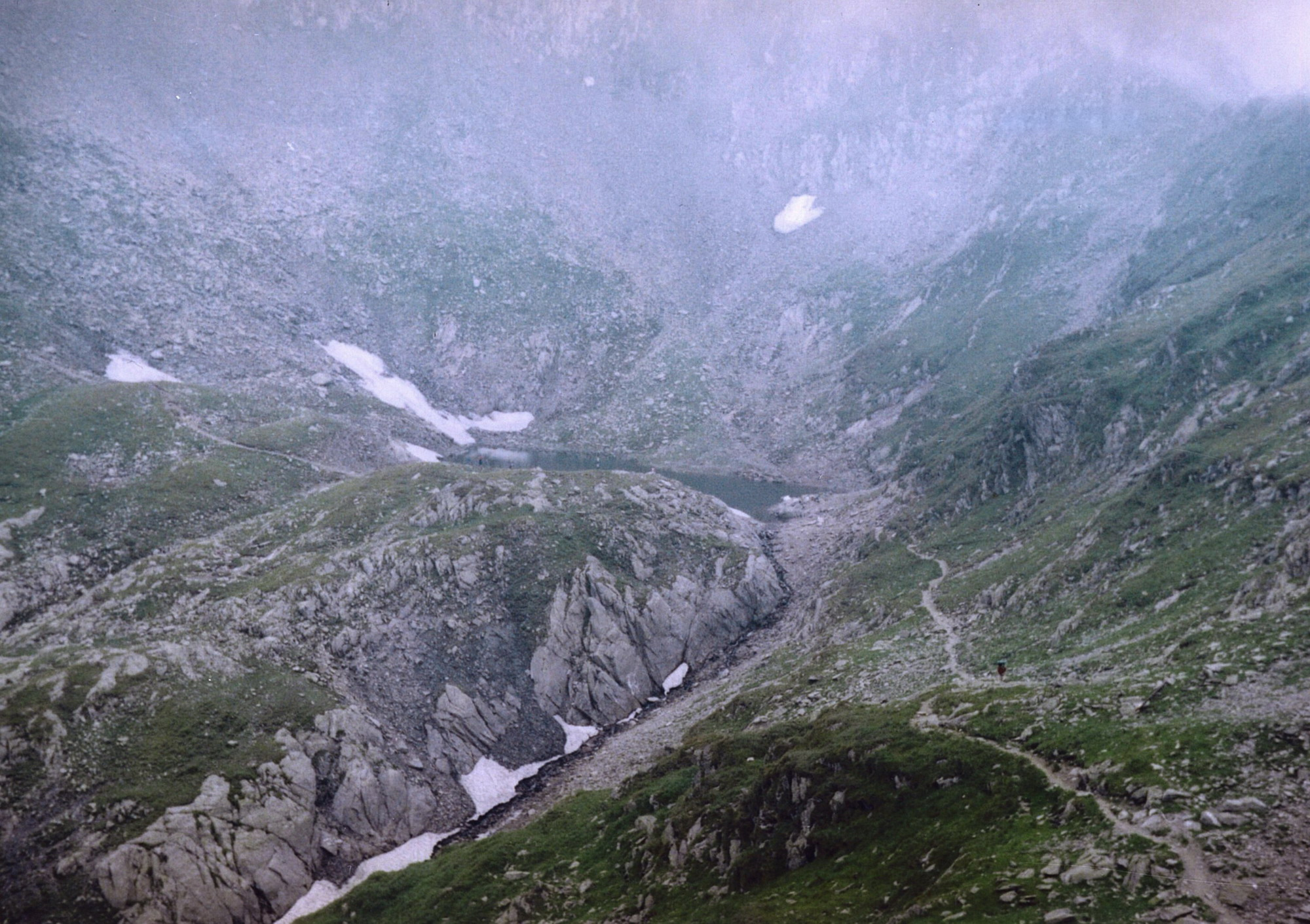
Lacul Podul Giurgiului.
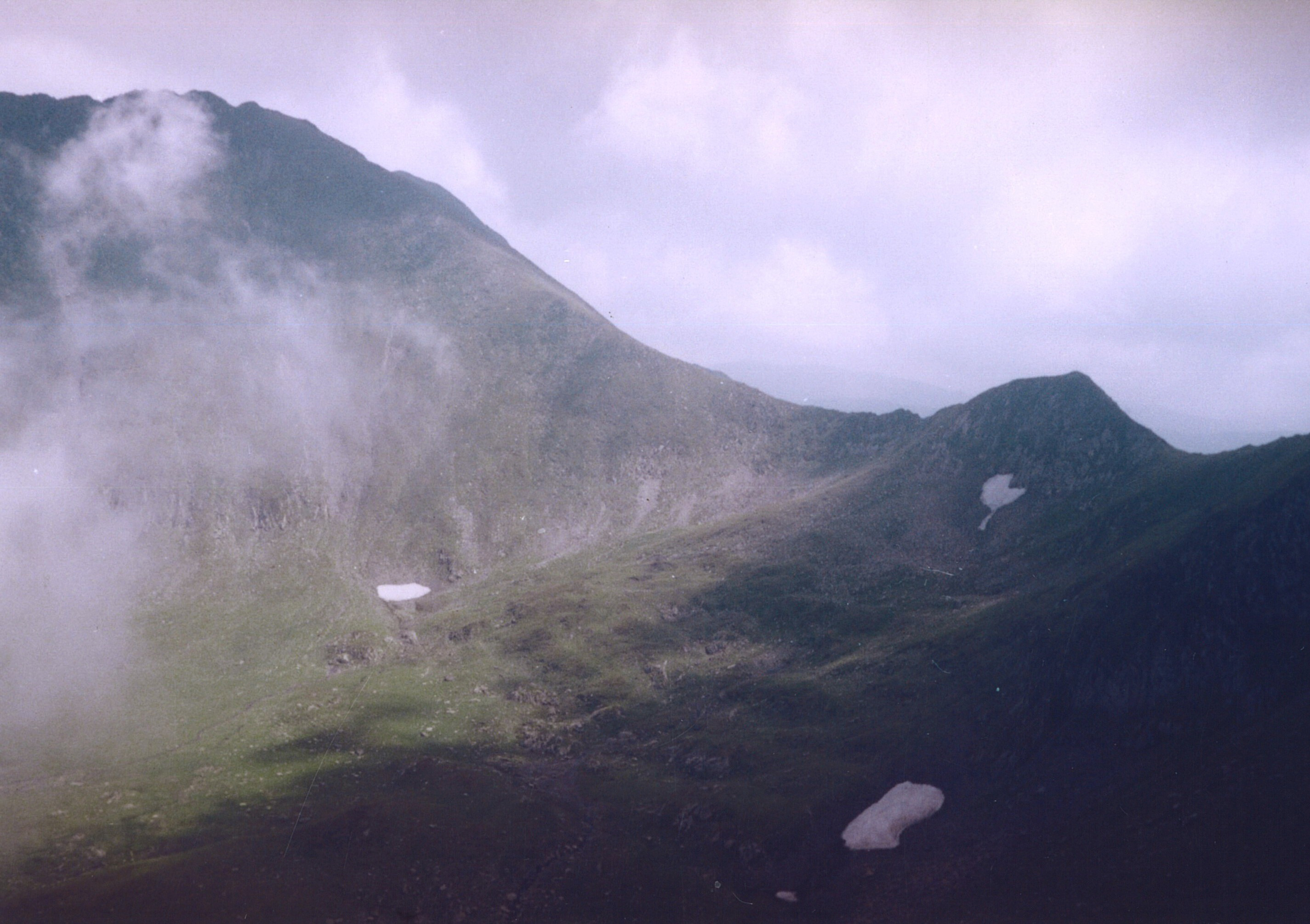
Vârful Arpaşul Mare dinspre Arpaşul Mic